# Erzabtei St. Meinrad

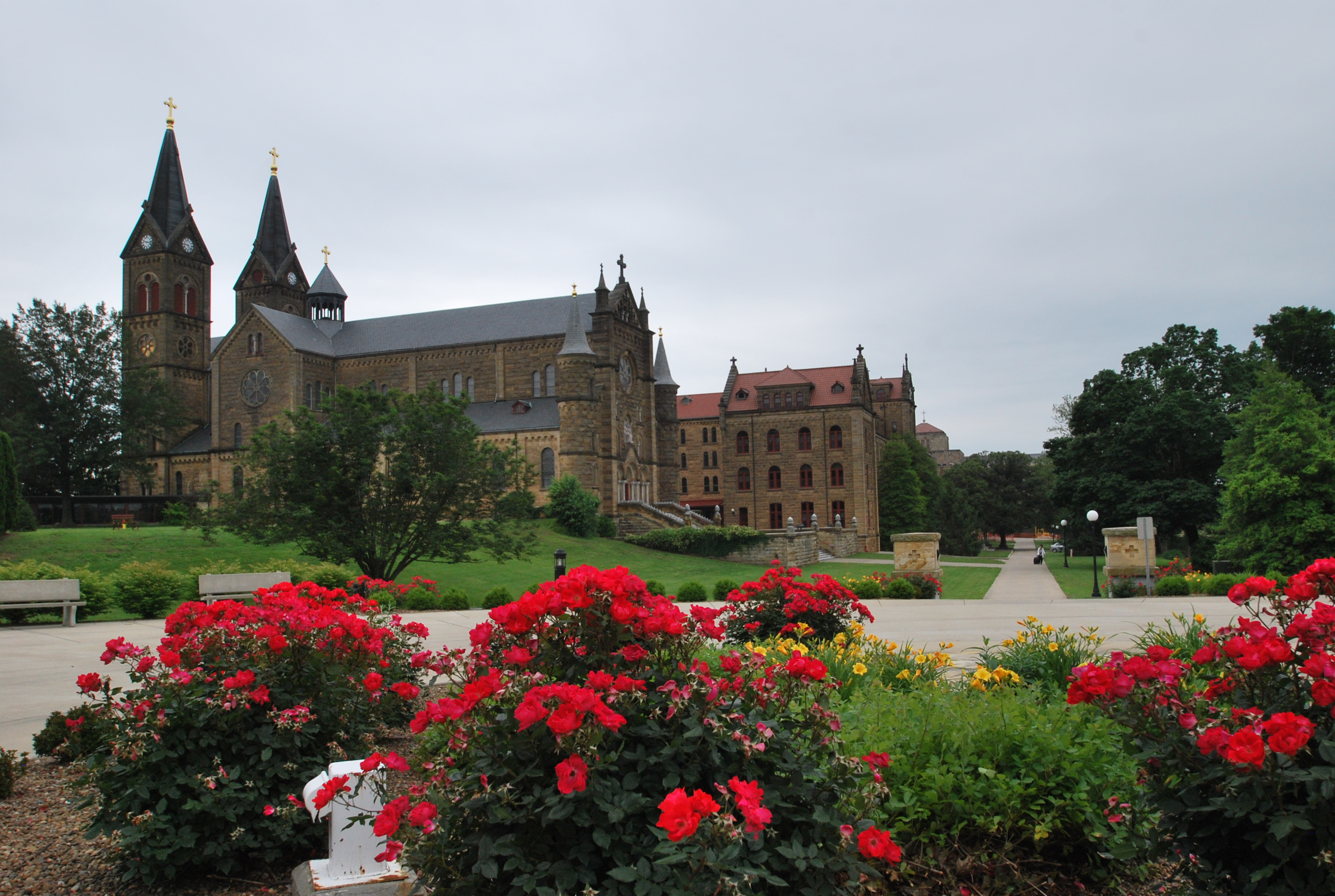
Benediktiner-Erzabtei St. Meinrad, Spencer County (Indiana)

Die Erzabtei St. Meinrad (lat. Archiabbatia Sancti Meinradi Martyris; engl. Saint Meinrad Archabbey) ist ein US-amerikanisches Benediktinerkloster in Saint Meinrad im Spencer County in Indiana und das Stammkloster der Schweizerisch-Amerikanischen Benediktinerkongregation.

## Geschichte
Das Benediktinerkloster St. Meinrad wurde im Jahr 1854 durch zwei Patres aus der schweizerischen Abtei Einsiedeln gegründet und nach dem heiligen Meinrad von Einsiedeln benannt. 1870 konnte es vom Priorat zur Abtei erhoben werden, deren erster Abt Pater Martin Marty wurde. Dieser wurde, nachdem er seit 1876 auch als Missionar im Dakotagebiet tätig war, 1879 zum Apostolischen Vikar von Dakota und 1880 zum Titularbischof von Tiberias ernannt, worauf er am 1. Februar 1880 die Bischofsweihe erhielt und vom Amt des regierenden Abtes zurücktrat. Der bisherige Prior und Administrator der Abtei, Pater Fintan Mundwiler, wurde zweiter Abt von St. Meinrad. 1954 wurde St. Meinrad im hundertsten Jahr seines Bestehens und nachdem es Mutterabtei etlicher Neugründungen geworden war, von Papst Pius XII. zur Erzabtei erhoben. Im Jahr 1963 zählte der Konvent von St. Meinrad 127 Priester und 62 Laienbrüder. Das Kloster betreute neun Pfarreien, zudem waren ihm vier Frauenklöster unterstellt. Es besaß ein Großes Seminar mit 250 und ein Kleines mit 450 Schülern. 1995 bestand die Mönchsgemeinschaft der Erzabtei aus 139 Mönchen. Heute ist St. Meinrad das drittgrößte Männerkloster Nordamerikas mit etwa 70 Mönchen. Zudem haben sie eine Oblatengemeinde.
Die Hauptaufgaben der Mönche von St. Meinrad bestehen heute in der Führung einer Theologischen Hochschule, im liturgischen Apostolat und in der Betreuung von Pfarreien.
Erzabt von St. Meinrad ist seit 2016 Kurt Stasiak OSB.

## Tochterklöster
Noch im 19. Jahrhundert gelang es der Abtei die Tochterklöster und späteren Abteien  New Subiaco in Arkansas (1878) und Saint Joseph in Covington (Louisiana) (1888/90) zu gründen. Im 20. Jahrhundert folgten die Gründungen der späteren Abteien Marmion in Aurora (Illinois) (1933) und Blou Cloud in Grant County (South Dakota) (1950) sowie des Priorates Saint Charles in Kalifornien (1958).

## Architektur

### Klosterkirche
Die Kirche unserer Lieben Frau von Einsiedeln wurde zwischen 1899 und 1907 erbaut. Zwischen 1996 und 1997 wurde sie weitestgehend renoviert. Der Architekt war der Franziskanerbruder Adrian Wewer OFM. Oberhalb der Eingangstür befinden sich in Nischen drei Statuen. Die mittlere zeigt Maria und einem Kind, in dieser Form Unsere Liebe Frau von Einsiedeln und Patronin der Kirche, auf der linken Seite ist der Heilige Benedikt, der Ordensvater des Klosters und auf der rechten Seite ist die Heilige Scholastica, die Schwester von Benedikt.

### Kapelle von Monte Cassino
Die Kapelle von Monte Cassino oder auch Monte Cassino Shrine (Monte Cassino-Heiligtum) befindet sich auf einem Berg in der Nähe der Abtei und wurde 1870 eingeweiht. Sie ist der Seligen Gottesmutter Maria geweiht. Die Geschichte des Heiligtums von Monte Cassino erzählt, wie eine Novene an Unsere Liebe Frau von Monte Cassino dafür verantwortlich gemacht wird, dass das Dorf St. Meinrad 1871 vor einer Pockenepidemie gerettet wurde.

## Bekannte Mitglieder des Klosters

### Äbte und Erzäbte
Äbte
- Martin Marty OSB (1870–1879)
- Fintan Mundwiler OSB (1880–1898)
- Athanasius Schmitt OSB (1898–1930)
- Ignatius Esser OSB (1930–1955); ab 1954 Erzabt

Erzäbte
- Bonaventure Knaebel OSB (1955–1966)
- Gabriel Verkamp OSB (1966–1978)
- Timothy Sweeney OSB (1978–1995)
- Lambert Reilly OSB (1995–2004)
- Justin Duvall OSB (2004–2016)[5]
- Kurt Stasiak OSB (seit 2016)

### Sonstige Mitglieder
- Daniel Mark Buechlein OSB (* 1938; † 2018), Erzbischof von Indianapolis